# 勒比索
勒比索（法語：Le Busseau，法語發音：[lə byso]）是法国德塞夫勒省的一个市镇，属于帕尔特奈区。

## 地理
勒比索（46°34'46"N, 0°35'43"W）面积27.65 平方千米，位于法国新阿基坦大区德塞夫勒省，该省份为法国西部内陆省份，北起曼恩-卢瓦尔省，西接旺代省，南至夏朗德省和滨海夏朗德省，东临维埃纳省。
与勒比索接壤的市镇（或旧市镇、城区）包括：圣保罗昂加蒂讷、费莫罗、马里耶、圣伊莱尔德武斯特、伯尼翁-蒂勒伊、泰尔瓦勒。

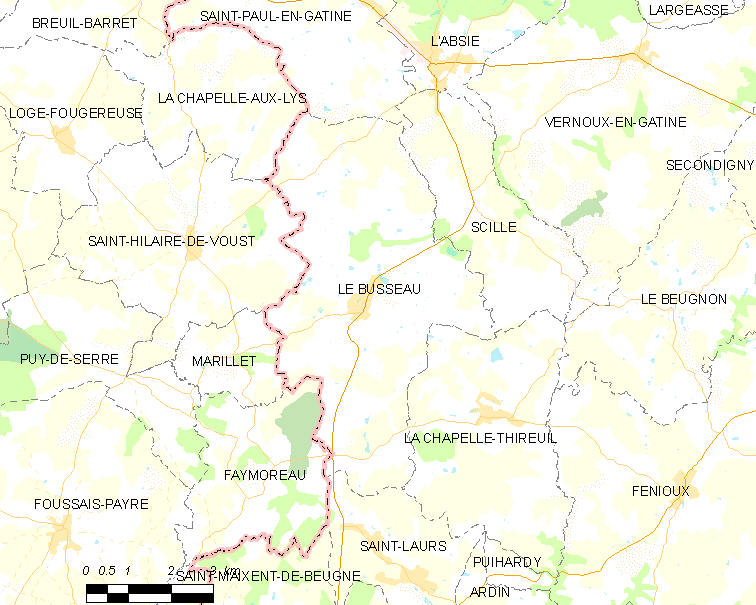
勒比索的OSM定位图

勒比索的时区为UTC+01:00、UTC+02:00（夏令时）。

## 行政
勒比索的邮政编码为79240，INSEE市镇编码为79059。

## 政治
勒比索所属的省级选区为欧蒂兹-埃格赖县。

## 人口

1962-2008年间勒比索人口变化图示

勒比索于2022年1月1日时的人口数量为734人。